# 慶應義塾普通部
慶應義塾普通部（けいおうぎじゅく ふつうぶ、英: Keio Futsubu School）は、神奈川県横浜市港北区日吉本町に所在する私立男子中学校。
略称は「慶應普通部」、「普通部」など。
慶應義塾の小中高大一貫教育を構成する一貫教育校の一つ。慶應義塾において中等教育を行う一貫教育校としては、ほかに男女共学の慶應義塾中等部と慶應義塾湘南藤沢中等部が設けられており、普通部は唯一の男子校で最も古い中学校である。普通部における「普通」とは、「普（あまね）く、通ずる」学びを意味しているとされている。
入学者は、一貫教育校の小学校である慶應義塾幼稚舎からの60～70名と、外部の小学校から入学試験に合格した約180名（内部進学者数により変動）で構成されている。全課程を終えて普通部長からの推薦を得ることができれば、一貫教育校の4つの高等学校から選択して進学することができる。

## 略歴
普通部という名称は、1890年（明治23年）に慶應義塾に大学部を設置する際に従来の課程を「普通部」と命名したことに由来している。中等教育課程としては1898年に5年制の「普通学科」として成立し、1899年に「普通部」と改称された。このため、慶應義塾普通部の設立は1898年とされている。
戦後の学制改革の際、普通部は新制の中学校と高等学校（慶應義塾高等学校）とに分かれたが、その際に普通部の名称はそのまま新制中学校へ受け継がれた。「『普通部』という名称は新制高等学校の普通科と紛らわしい」という理由で、当時の文部省からの認可が遅れたという逸話が残っている。全国で校名に「中」が含まれない唯一の中学校である。
1871年から慶應義塾は現在の三田キャンパスが位置する場所にあったが、1917年に普通部は現在は慶應義塾中等部が所在している三田綱町に移転、戦災のために一時は幼稚舎に身を寄せていたが、1951年から翌年にかけて現在の日吉へ移転した。

## データ
創立
公式には1898年（1858年、1868年、1890年、1899年とする解釈も存在）
部長
（2022年10月 -）森上和哲

## 沿革

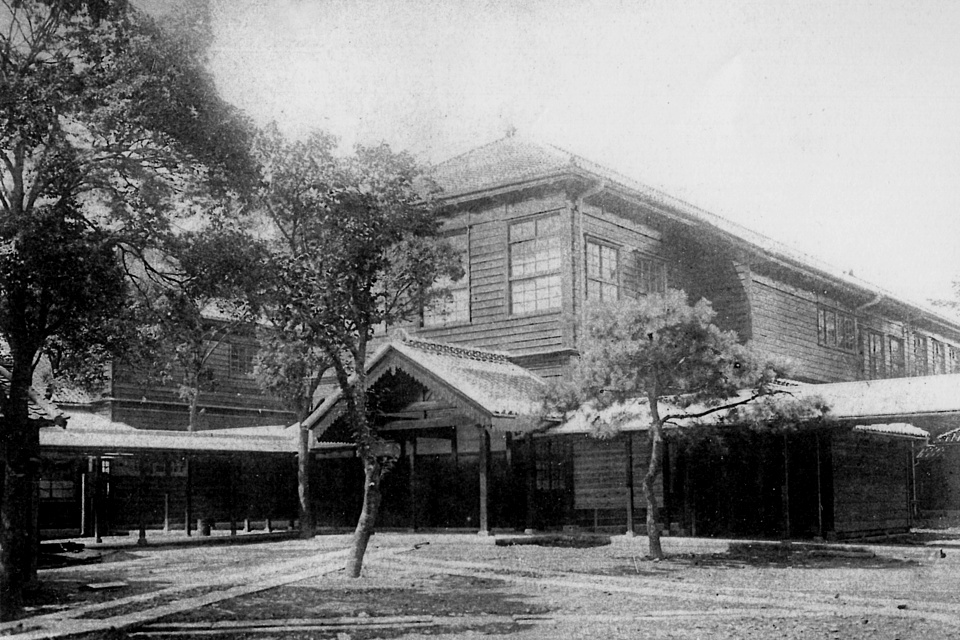
普通部教場（1901年建築）

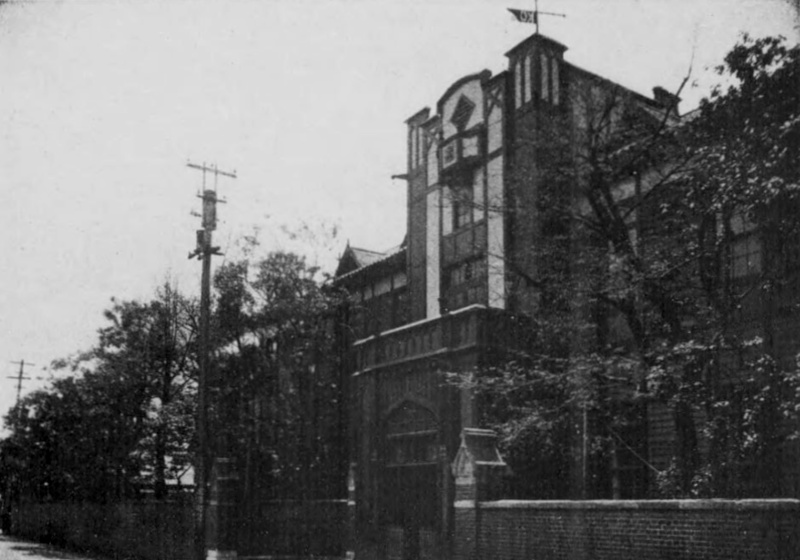
三田綱町時代の校舎（1922年頃）

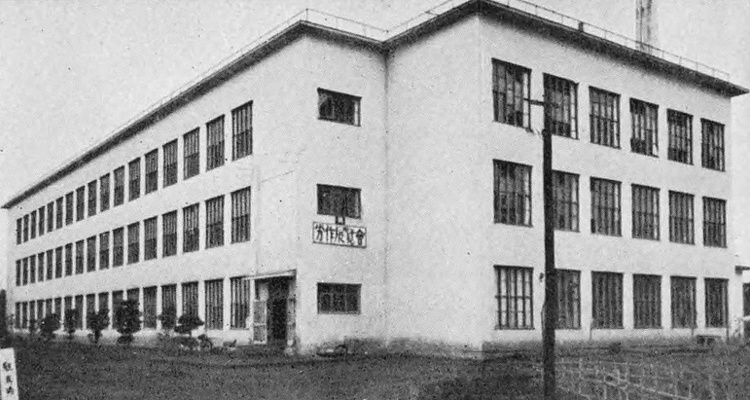
谷口吉郎設計の校舎（1951年竣工）

### 慶應義塾の始まり
- 1858年（安政05年） - 福澤諭吉が江戸築地鉄砲洲（現：東京都中央区明石町）に蘭学塾を開く[6]。
- 1868年（慶應04年） - 芝新銭座（現：港区浜松町）に移転し、慶應義塾と命名する[6]。
- 1871年（明治04年） - 三田に移転[6]。
- 1877年（明治10年） - 私立中学校となる[要出典]。
- 1880年（明治13年） - 各種学校となる[要出典]。
- 1881年（明治14年） - 幼童演説会を開催[10]。
- 1890年（明治23年） - 慶應義塾に大学部（現：慶應義塾大学）が新設され、従来の課程は普通部と称されるようになった[6]。

### 中等教育課程としての普通部
- 1898年（明治31年） - 慶應義塾の一貫教育の制度が確立され、普通部は5年制の中等教育課程として「普通学科」と改称される[6]。この年が普通部の設立年とされている[1]。
- 1899年（明治32年） - 再び「普通部」と改称する[6]。
- 1900年（明治33年） - 制服・制帽の着用を義務化する[11]。
- 1906年（明治39年） - 専門学校入学資格の指定許可を受ける。
- 1916年（大正05年） - 第2回全国中等学校優勝野球大会（夏）で優勝[6]。
- 1917年（大正06年） - 三田綱町（現在の中等部所在地）に移転[6]。
- 1927年（昭和02年） - 大学評議会、予科・普通部・商工学校・幼稚舎の郊外移転方針決定[12]。
- 1930年（昭和05年） - 普通部の歌を制定する（佐藤春夫作詞、堀内敬三作曲）[13]。
- 1943年（昭和18年） - 中等学校令による中学校となり、修業年限を5年から4年に短縮。
- 1945年（昭和20年）5月24日 - 東京大空襲により校舎を失う。以後、新校舎が建造されるまでの間天現寺の慶應義塾幼稚舎の校舎を一部間借りすることとなる[6]。
- 1947年（昭和22年） - 新制中学校となる[6]。
- 1948年（昭和23年） - 旧制の普通部最後の卒業式。4・5年生は旧制の慶應義塾大学予科へ、3年生は新制の慶應義塾第一高等学校（後の慶應義塾高等学校）に進学。
- 1951年（昭和26年） - 日吉校舎への移転が始まる[14]。
- 1952年（昭和27年） - 日吉校舎への移転を完了する[6]。
- 1998年（平成10年） 10月 - 普通部100年記念式典挙行（於慶應義塾大学日吉記念館）[6]。
- 2001年（平成13年） - 本館竣工。これに伴い、1年生のみ20人（2005年からは24人）の少人数学級となる[6]。
- 2015年（平成27年）2月 - 新本校舎竣工[6]。
- 2023年（令和5年）6月 - 普通部125年記念式典挙行（於慶應義塾大学日吉記念館）[6]。

## 周辺

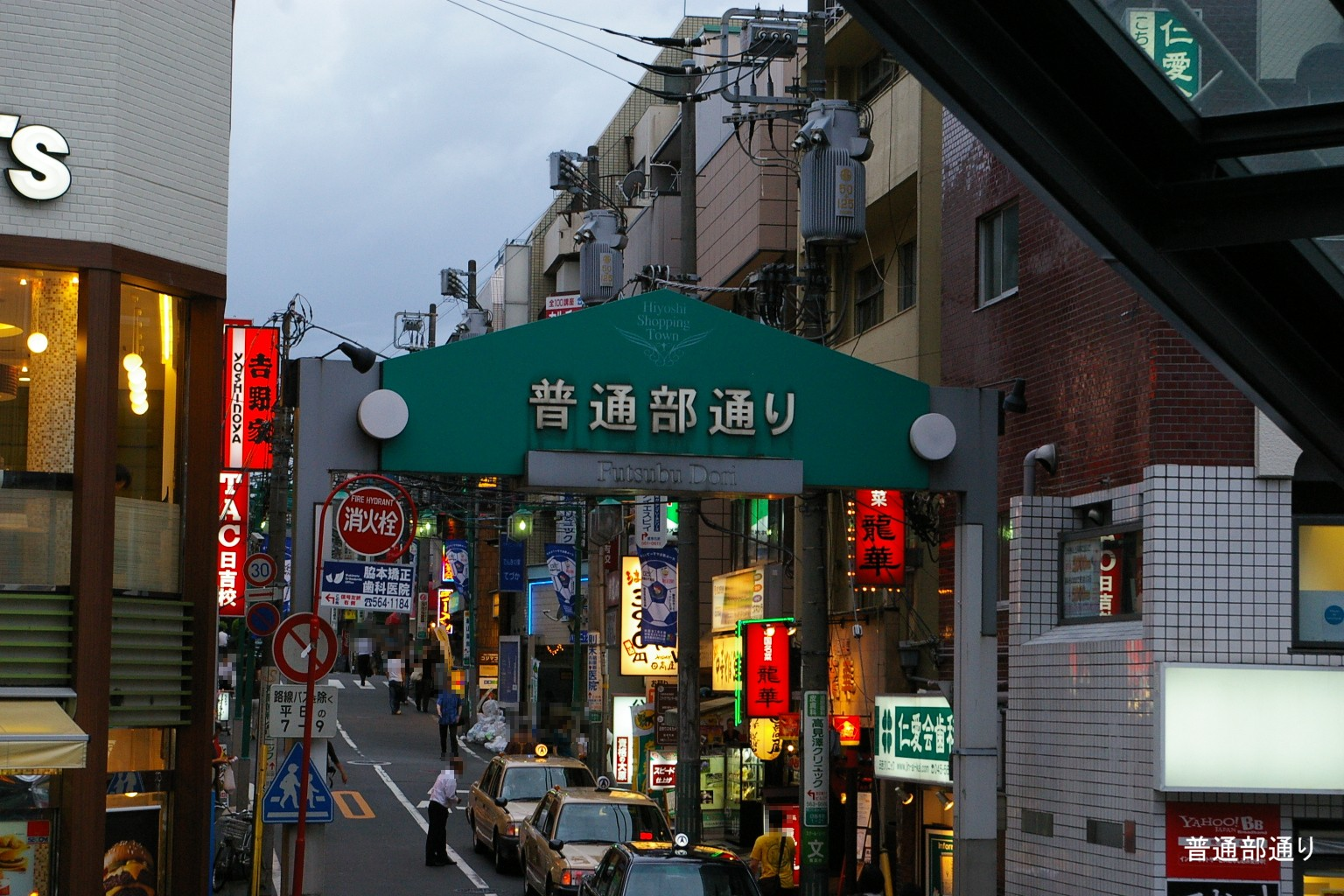
普通部通り

横浜市港北区日吉本町の下末吉台地の上に立地する。海抜は、34.28m（事務室前）。
慶應義塾大学日吉キャンパスや慶應義塾高等学校とは東急東横線日吉駅をはさんで反対側にある。日吉駅と同校を結ぶ道は「普通部通り」と名付けられている。

## 特徴
私立男子中学校。慶應義塾の小中高大一貫教育を構成する一貫教育校の一つ。入学者は、一貫教育校の小学校である慶應義塾幼稚舎からの60～70名と、外部の小学校から入学試験に合格した約180名（内部進学者数により変動）で構成されている。幼稚舎からは普通部への進学が多く、中等部との進学比は例年約3:1である。
クラス編成は1年生のみ24人学級10クラス、2・3年はクラス替えなしの40人学級6クラスとなっている。

### 教育
毎年33人の卒業生を講師として招いて行われる「目路はるか教室」（全学年）や、3年生のみが履修する選択授業が特徴。1年生は、「図書」や「コンピューター」の授業もある。理科では毎週2時間の連続した実験授業があり、毎回実験報告書を提出を課されるなど、受験勉強がない中で多くの教養を生徒に身につけさせることを意図したカリキュラムが組まれている。習熟度別授業は実施されていない。
授業前のホームルームはなく、代わりに週一回水曜日に「教養」の時間がある。
1927年以来、毎年「労作展覧会（労作展）」と呼ばれる展覧会で展示することを前提として、自主的な作品制作の取り組みが行われている。当初は手工科（現在の技術科）の作品を展示する展覧会であったが、2022年時点においてはジャンル・テーマ・形式の全てが自由であり、生徒は1年間をかけて自主的に作品を作る。
「再修」と呼ばれる原級留置制度が採用されており、進級基準を満たさない場合には進級できない。さらに、再修できるのは1回のみと定められている。
週当たりの授業時数は以下のとおり（普通部ホームページ（普通部の一日）から引用）。
|     | 国語 | 社会 | 数学 | 理科 | 英語 | 芸術 | 保健体育 | コンピューター | 選択 | 教養 | 計 |
| --- | ---- | ---- | ---- | ---- | ---- | ---- | -------- | -------------- | ---- | ---- | -- |
| 1年 | 6    | 5    | 4    | 5    | 5    | 3    | 4        | 1              | 0    | 1    | 34 |
| 2年 | 5    | 5    | 6    | 4    | 6    | 4    | 3        | 0              | 0    | 1    | 34 |
| 3年 | 5    | 5    | 5    | 4    | 6    | 3    | 3        | 0              | 2    | 1    | 34 |

### 制服
黒の詰襟制服が指定されており、指定のボタンを使用する必要がある。加えて着用自由な制帽があるが、制帽を着用する生徒はごくわずかである。夏季はワイシャツとズボン（黒とグレーの2色を選択可）。オプションにセーターやベストがある。
旧制時代、中学校では珍しく半ズボンを制服として定めていた（1・2年生だけが対象）時期があった。この伝統は戦後、慶應義塾中等部に引き継がれた（2年生の夏休み前まで）が1967年に廃止、現在は両学校の全学年とも長ズボンである。

## 施設
- 本館
- 本校舎
- 特別教室棟
- 南食堂
- 体育館
- 小体育館
- 弓道場
- 部室棟
- グラウンド
- 第二グラウンド（野球場1面・テニスコート3面）

授業（1年生の1学期のみ）や部活で使用するプールについては、慶應義塾大学の協生館にあるプールを使用する。

## 入学試験
学力・面接・体育実技からなり、全て同じ日に行われる（例年は2月1日）。
- 学力試験

国語・算数・社会・理科の4教科で行われる。国語・算数が40分100点満点、理科・社会が30分100点満点で、全教科均等配点となっている。
- 面接

方法・内容などは、正式に公表はしていない。
- 体育実技

柔軟体操のあと、簡単な運動を行う。

## 進路
全課程を終えて普通部長からの推薦を得ることができれば、一貫教育校の4つの高等学校（慶應義塾高等学校、慶應義塾志木高等学校、慶應義塾湘南藤沢高等部（慶應義塾横浜初等部からの入学の関係から若干名に制限されている）、慶應義塾ニューヨーク学院）から選択して進学することができる。2023年時点では、ほとんどの卒業生が慶應義塾高等学校に進学している。

## 著名な出身者

### 旧制
- 古河虎之助 - 古河財閥総帥
- 吉村萬治郎 - 古河財閥副総帥
- 岩崎久弥 - 三菱財閥総帥
- 大倉喜七郎 - 大倉財閥総帥

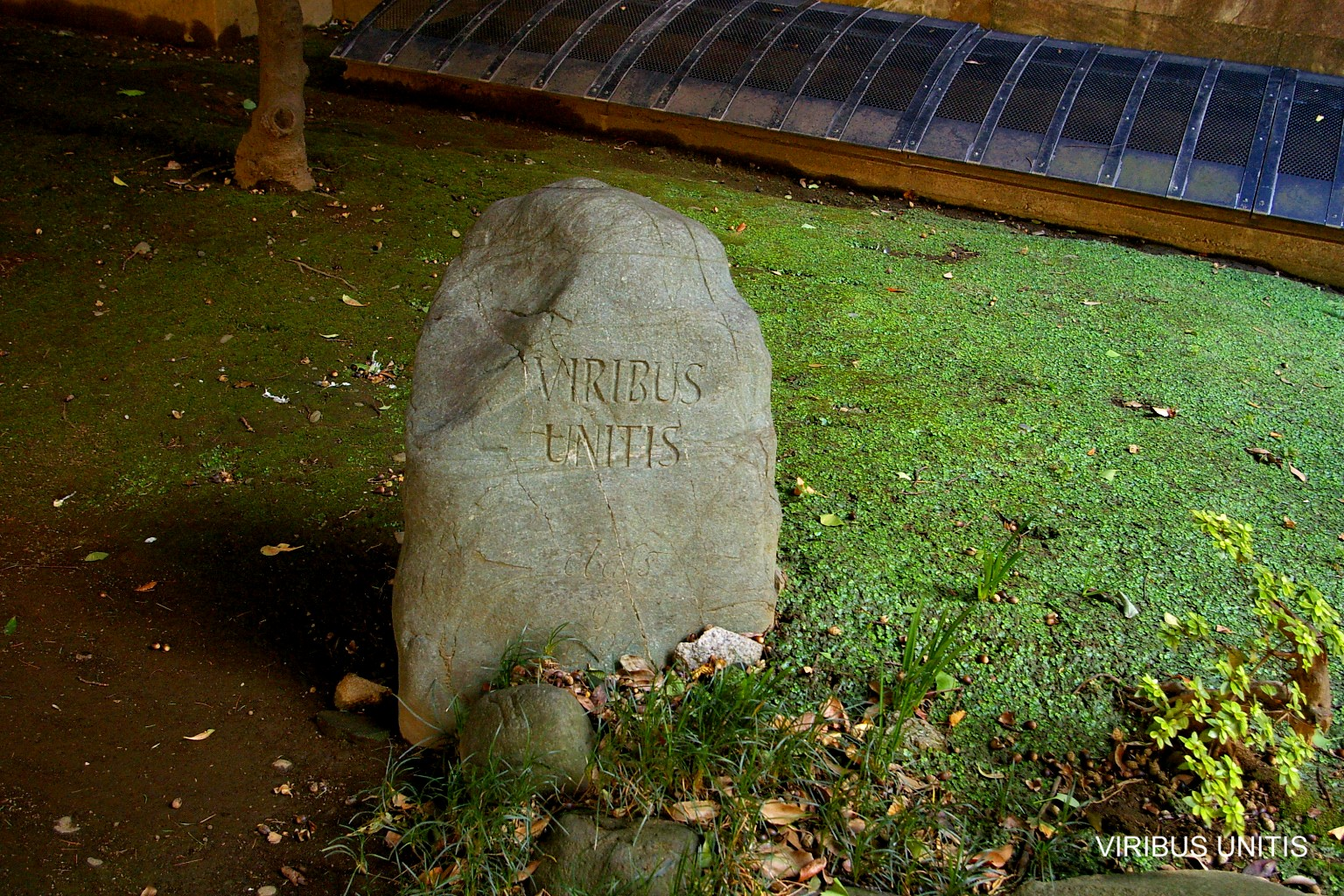
VIRIBUS UNITIS（1909年普通部卒業生が寄贈した石碑。三田の塾監局前に設置されている）

- 浅野八郎 - 浅野財閥創始者、浅野総一郎の三男
- 武藤絲治 - カネボウ社長、武藤山治の子 / 中退
- 大倉和親 - TOTO・INAX創業者、森村財閥大番頭
- 柳満珠雄 - 三井銀行頭取
- 梁瀬次郎 - ヤナセ2代目社長、梁瀬長太郎の二男
- 武田長兵衛 - 武田薬品工業2代目社長
- 小菅丹治 - 伊勢丹社長
- 岡崎真一 - 同和火災2代目社長
- 山下太郎 - アラビア石油創業者
- 山下太郎 - 山下汽船社長
- 横田郁 - 日本勧業銀行頭取、第一勧業銀行初代頭取
- 石井公一郎 - 明成社初代社長、ブリヂストンサイクル会長、日本会議副会長
- 村瀬末一 - 大同電力副社長
- 田中精一 - 中部電力社長
- 三村庸平 - 三菱商事社長
- 小林公平 - 宝塚音楽学校名誉校長、阪急電鉄名誉顧問・元社長・会長
- 服部禮次郎 - 和光取締役会長、セイコー名誉会長 / 昭和12年（E組）
- 服部謙太郎 - セイコー元会長・社長
- 坂倉芳明 - 西武百貨店、三越各社長、日本百貨店協会会長
- 都築幹彦 - 元ヤマト運輸代表取締役社長
- 秋元喜市 - 商人、実業家
- 浜口檐 - 実業家、政治家
- 原田敬治 - 神奈川県平塚市長、神奈川県多額納税者
- 若松有次郎 - 陸軍軍人、獣医師
- 勝精 - 徳川慶喜家10男、勝小鹿の養子
- 小泉信三 - 元慶應義塾長 / 明治38年卒業
- 奥井復太郎 - 元慶應義塾長 / 大正2年卒業
- 潮田江次 - 元慶應義塾長、政治学者、福澤諭吉の孫
- 中鉢正美 - 慶應義塾大学通信教育部長
- 松林久吉 - 防衛医科大学校初代校長
- 松本信廣 - 東洋学者、慶應義塾大学名誉教授
- 山本登 - 経済学者、経済学博士、植民地政策学者、慶應義塾大学名誉教授
- 堀江帰一 - 財政学者、慶應義塾大学理財科教授
- 高橋誠一郎 - 経済学者、慶應義塾大学名誉博士
- 中村勝己 - 経済史研究者、慶應義塾大学名誉教授
- 増井健一 - 交通経済学者、慶應義塾大学名誉教授
- 伊東乾 - 法学者、慶應義塾大学名誉教授
- 槇智雄 - 政治学者、防衛大学校名誉教授
- 濱徳太郎 - 美学者 / 旧制松本高校へ
- 林屋辰三郎 - 歴史学者 / 入学翌年京都一中へ転校
- 高木文雄 - 大蔵事務次官 / 卒業後は旧制浦和高校へ
- 武見太郎 - 日本医師会会長、世界医師会会長
- 山本清三郎 - 衆議院議員
- 岡本癖三酔 - 俳人、画家
- 駒井哲郎 - 版画家
- 草野心平 - 詩人 / 中退
- 千家元麿 - 詩人 / 府立四中へ転校
- 熊谷守一 - 画家 / 中退
- 硲伊之助 - 画家 / 中退
- 黒田重太郎 - 洋画家 / 中退
- 森芳雄 - 洋画家
- 澤木四方吉 - 西洋美術史家、慶應義塾大学教授
- 水上瀧太郎 - 小説家、評論家、劇作家、実業家、阿部泰蔵の四男
- ロマン・キム - ロシア・ソビエト時代の作家 / 中退
- 小泉淳作 - 日本画家、陶芸家
- 小林正 - 脚本家
- 杉山平助 - 文芸評論家
- 山本嘉次郎 - 映画監督、俳優、脚本家、随筆家
- 伊藤道郎 - ダンサー、振付師
- ジェームス・ダン - 音楽家・ピアニスト
- 平尾貴四男 - 作曲家
- 平岡養一 - 木琴（シロフォン）奏者
- 朝吹英一 - 音楽家、日本木琴協会会長
- 本居長世 - 作曲家、本居宣長の子孫
- 佐藤慶次郎 - 作曲家
- 佐々木正五 - 海軍軍医、微生物学者、医学博士、慶應義塾大学名誉教授、東海大学名誉教授
- 佐々木直亮 - 医学博士、弘前大学名誉教授
- 木村謹治 - ドイツ文学・ドイツ語学者、東京帝国大学教授
- 安東伸介 - イギリス文学者
- 朝吹三吉 - フランス文学者
- 岡谷公二 - フランス文学・美術研究者、跡見学園女子大学名誉教授
- 松原秀一 - フランス文学者
- 藤井昇 - ラテン文学者
- 松本隆信 - 国文学者、書誌学者、慶應義塾大学名誉教授
- 伊沢多喜男 - 東京市長、警視総監
- 伊藤雄之助 - 俳優 / 中退
- 伊庭駿三郎 - 俳優 / 中退
- 関時男 - 俳優
- 中村富十郎 (5代目) - 歌舞伎役者 / 中退
- 三宅大輔 - 慶應義塾大学野球部監督（復活慶早戦時）、大日本東京野球倶楽部（東京巨人軍）・阪急軍初代監督、野球殿堂
- 腰本寿 - 東京六大学野球・慶應義塾大学野球部監督、野球殿堂
- 新田恭一 - 元プロ野球監督
- 島田善介 - 元野球選手
- 宮原清 - 日本社会人野球協会初代会長
- 藤井貢 - 俳優、元ラグビー日本代表選手
- 矢飼督之 - 元ラグビー選手
- 青木岩雄 - テニス選手
- 浜田駿吉 - フィールドホッケー選手
- 益田弘 - 陸上競技選手
- 朝吹四郎 - 建築家
- 名取洋之助 - 写真家
- 長野重一 - 写真家
- 観世寿夫 - 能楽師 / 中退
- 石黒宗麿 - 陶芸家 / 中退
- 牛原陽一 - 映画監督
- 日下武史 - 俳優
- 岡田英次 - 俳優
- 久保田万太郎 - 作家 / 府立三中から転校
- 獅子文六 - 小説家
- 野口冨士男 - 小説家
- 山川方夫 - 小説家
- 梅田晴夫 - 劇作家、小説家、随筆家
- 芥川隆行 - 元アナウンサー、ナレーター、司会者
- 岡本太郎 - 芸術家 / 昭和4年卒業
- 藤山一郎 - 歌手、国民栄誉賞
- 椎名武雄 - 日本アイ・ビー・エム最高顧問、元会長
- 正力亨 - 元読売新聞グループ本社社主、読売ジャイアンツオーナー、正力松太郎の子
- 梅原文雄 - 実業家、合唱指揮者
- 櫻内義雄 - 政治家、衆議院議長
- 大野明 - 政治家
- 中島源太郎 - 映画プロデューサー、政治家、第109代文部大臣
- 福原義春 - 資生堂会長、みずほフィナンシャルグループ取締役 / 昭和23年卒業
- 板倉卓造 - 法学者、慶應義塾大学名誉教授、慶應義塾評議員会会長、時事新報社長
- 板倉譲治 - 三井銀行元社長
- 藤城清治 - 影絵作家
- 藤山愛一郎 - 元外務大臣、藤山コンツェルン総帥、日本航空会長、日商会頭、経済同友会代表幹事
- 堂本正樹 - 劇作家、演出家、演劇評論家
- 矢矧晴一郎 - 経営戦略コンサルタント
- 犬丸一郎 - 帝国ホテル元社長、元顧問
- 槇文彦 - 建築家
- 三枝孝榮 - 演出家、番組制作者、音楽家、舞踊評論家
- 牛場大蔵 - 医学者
- 北里一郎 - 明治製菓最高顧問
- 小此木啓吾 - 医学者・精神科医
- 八十島信之助 - 法医学者
- 八十島親義 - 澁澤倉庫元社長
- 守屋陽一 - 翻訳家
- 守安祥太郎 - ジャズ・ピアニスト
- 伊藤素道 - 歌手
- 笈田敏夫 - ジャズ歌手
- 大橋節夫 - ハワイアン音楽の歌手
- 原田実 - カントリー・ミュージックのスティール・ギター奏者・編曲家
- 寺本圭一 - カントリー・ミュージック歌手、作詞家・作曲家・音楽プロデューサー
- 山下毅雄 - 作曲家・編曲家
- 林光 - 作曲家
- 小林亜星 - 作曲家 / 昭和23年卒業（A組）

### 新制
- 東久邇信彦 - 元皇族・旧皇族、盛厚王第1王男子、明治天皇の曾孫、昭和天皇・香淳皇后の初孫
- 壬生基博 - 盛厚王の次男、山階鳥類研究所理事長
- 徳川斉正 - 水戸徳川家15代当主
- あえば浩明 - 政治評論家、幸福実現党初代党首
- 安西祐一郎 - 工学者（情報科学・認知科学）、元慶應義塾長、慶應義塾大学名誉教授
- 伊藤公平 - 物理学者、現慶應義塾長
- 石坂浩二 - 俳優、画家
- 石原伸晃 - 政治家、石原慎太郎の長男
- 石原良純 - 俳優、気象予報士、石原慎太郎の次男
- 石原宏高 - 政治家、石原慎太郎の三男
- 石原延啓 - 画家、石原慎太郎の四男
- 岩田剛典 - パフォーマー（三代目J Soul Brothers）
- 梅田望夫 - 経営コンサルタント
- 柏木茂雄 - 大蔵官僚
- 桂誠一郎 - 工学者、慶應義塾大学理工学部教授
- 川口浩 - 俳優、タレント、司会者、探検家
- 川原隆司 - 検察官、法務官僚、法務事務次官
- 岸井成格 - 政治部記者
- 小林陽太郎 - 富士ゼロックス会長
- 櫻井翔 - 男性アイドルグループ・嵐のメンバー
- 千住明 - 作曲家
- 千住博 - 日本画家
- 竹田恒泰 - 政治評論家、作家、実業家、明治天皇の玄孫
- 武見敬三 - 参議院議員
- 玉塚元一 - ロッテホールディングス代表取締役社長、元株式会社ファーストリテイリング代表取締役社長兼COO、元株式会社ローソン代表取締役会長CEO
- 柘植久慶 - 作家、軍事評論家、コイン研究家
- 冨田勝 - 生命科学者、計算機科学者、慶應義塾大学名誉教授
- 二階尚人 - 外交官
- 二村ヒトシ - AV監督
- 原武史 - 政治学者、放送大学教授、明治学院大学名誉教授
- ヒサクニヒコ - 漫画家（恐竜画）
- フォーリンデブはっしー - タレント、グルメブロガー
- 福澤克雄 - TBSテレビ演出家、テレビディレクター
- 藤﨑一郎 - 駐アメリカ特命全権大使、元外務審議官
- 松任谷正隆 - 音楽プロデューサー、松任谷由実の夫
- 御子柴克彦 - 医師、脳神経科学者、東京大学名誉教授
- 宮下啓三 - ドイツ文学者（※普通部を中退、湘南学園中・高へ転校、のち塾高に編入）、慶應義塾大学名誉教授
- 森研 - ファッションサイトWWD編集長、森英恵の孫
- 森勉 - ファッションデザイナー、同上
- 中山貴雄 - テレビ朝日元アナウンサー
- 井上貴博 - TBSアナウンサー
- 中村光宏 - フジテレビアナウンサー
- 内野泰輔 - フジテレビアナウンサー
- 青井実 - NHKアナウンサー、丸井創業者の孫
- 伊丹賢太郎 - NHK元アナウンサー
- 佐藤義朗 - 日本テレビアナウンサー
- Zeebra（横井英之）- ヒップホップMC、横井英樹の孫 / 自主退学
- DJ OASIS（坂上功）- ヒップホップグループKGDR（キングギドラ）のDJ兼MC
- UZI（許斐氏大）- ヒップホップMC
- 志村祥瑚 - 精神科医、マジシャン
- 横河健 - 建築家
- 藤田幹雄 - 政治家
- 伊藤信太郎 - 政治家
- 岸信夫 - 政治家
- 越智隆雄 - 政治家
- 中曽根康隆 - 政治家
- 中村時広 - 政治家
- 山本泰人 - 政治家
- 安藤裕 - 政治家
- 石渡徳一 - 政治家
- 大野泰正 - 政治家
- 福田達夫 - 政治家
- 坪田一男 - 医学者、慶應義塾大学名誉教授
- 濱田秀伯 - 医学者
- 向井万起男 - 医学者
- 稲垣中 - 医学者
- 井田良 - 法学者（刑法）
- 岩谷十郎 - 法学者（日本法制史・法文化論）
- 小名木明宏 - 法学者（刑法）
- 山本龍彦 - 法学者（憲法学）
- 友岡賛 - 会計学者
- 友岡克彦 - 有機化学者
- 牛場潤一 - 神経科学者
- 徳田雄洋 - 情報工学者
- 徳田英幸 - 工学者
- 大野義夫 - 工学者
- 稲崎一郎 - 工学者
- 金子郁容 - 工学者
- 遠山元道 - 工学者
- 井関裕靖 - 数学者
- 河添健 - 数学者
- 芳沢光雄 - 数学者
- 岡原正幸 - 社会学者
- 古田博司 - 政治学者・歴史学者
- 長名寛明 - 経済学者
- 島田晴雄 - 経済学者
- 松村高夫 - 経済学者
- 渡辺幸男 - 経済学者
- 高橋潤二郎 - 経済学者・地理学者
- 斎藤修 - 経済学者
- 山本拓 - 経済学者
- 田中滋 - 経営学者
- 鷲見洋一 - フランス文学者
- 高山鉄男 - フランス文学者
- 永井均 - 哲学者
- 前田富士男 - 美術史学者
- 遠山公一 - 西洋美術史家
- 南條史生 - 美術評論家、キュレーター、森美術館特別顧問
- 熊倉敬聡 - 芸術文化観光専門職大学芸術文化・観光学部教授
- 麻生泰 - 株式会社麻生代表取締役会長、麻生セメント株式会社代表取締役会長、慶應義塾理事兼評議員会評議員
- 麻生巌 - 株式会社麻生代表取締役社長
- 遠藤龍之介 - フジテレビジョン取締役副会長、フジ・メディア・ホールディングス取締役副会長、遠藤周作の長男
- 水島正幸 - 博報堂DYホールディングス代表取締役社長兼博報堂代表取締役社長
- 野澤武史 - 元ラグビー選手、山川出版社代表取締役社長
- 生田久貴 - 元ラグビー選手、ミクニ代表取締役社長
- 上原茂 - 大正製薬代表取締役社長
- 数原英一郎 - 三菱鉛筆代表取締役会長
- 三毛兼承 - 株式会社三菱UFJフィナンシャル・グループ執行役会長
- 佐藤崇史 - 株式会社資さん代表取締役社長兼CEO
- 鹿内春雄 - フジサンケイグループ2代目議長
- 笠原慶久 - 肥後銀行代表取締役頭取、九州フィナンシャルグループ社長
- 西田憲正 - 株式会社東横イン創業者
- 遠山正道 - 株式会社スマイルズ代表取締役社長
- 高橋治則 - 元イ・アイ・イ・インターナショナル社長
- 高橋治之 - 東京オリンピック・パラリンピック組織委員会理事、電通顧問・元同社専務、株式会社コモンズ代表取締役会長
- 堀切功章 - キッコーマン株式会社代表取締役社長
- 服部真二 - セイコーグループ会長
- 川鍋一朗 - 日本交通株式会社代表取締役会長
- 中村晃 - 元北海道国際航空社長・会長、元ヴァージン・アトランティック航空日本支社長
- 迫本淳一 - 松竹株式会社代表取締役社長、弁護士
- 大谷信義 - 松竹株式会社代表取締役会長
- 持田昌典 - ゴールドマン・サックス日本法人代表取締役社長
- 大林剛郎 - 株式会社大林組代表取締役会長
- 山科誠 - 元日本BS放送社長、元バンダイ社長
- 村林裕 - 東京フットボールクラブ元代表取締役社長
- 三枝孝臣 - 株式会社アブリオ代表取締役社長、C Channel株式会社取締役
- 桜井淑敏 - 株式会社レーシング・クラブ・インターナショナル（RCI）社長、桜井文化経済研究所代表、エイム株式会社会長
- 梁瀬泰孝 - 株式会社ギガプライズ代表取締役社長、株式会社フォーメンバーズ代表取締役会長、株式会社ギガテック代表取締役会長、株式会社テイ・シー・ジェー取締役、株式会社アースクリエイト社外取締役
- 安藤徳隆 - 日清食品ホールディングス代表取締役副社長・COO、日清食品代表取締役社長
- 松岡宏泰 - 東宝株式会社代表取締役社長 社長執行役員、東宝東和株式会社取締役会長
- 笹川貴生 - 岩井コスモホールディングス／岩井コスモ証券代表取締役社長・COO
- クロサカタツヤ -  株式会社 企（くわだて）代表取締役
- 若杉弘 - 指揮者
- 藤崎凡 - 指揮者
- 坂入健司郎 - 指揮者・作曲家
- 片岡宏介 - 作曲家・編曲家
- 佐藤允彦 - ジャズピアニスト
- 近田春夫 - ミュージシャン、作曲家
- 高橋信之 - 音楽プロデューサー
- 成毛滋 - ギタリスト
- 渡辺有三 - ミュージシャン、音楽プロデューサー
- 青木達之 - 東京スカパラダイスオーケストラの元ドラマー
- 牧野元昭 - ミュージシャン、ギタリスト、音楽監督
- 田中京 - 音楽評論家
- 石原俊 - オーディオ評論家
- 林正樹 - ピアニスト、作曲家
- 舘野泉 - ピアニスト
- 深山尚久 - ヴァイオリニスト
- 原田節 - オンド・マルトノ奏者
- 澤地隆 - 作詞家
- 山下宏明 - 作曲家
- 合田直弘 - 海外競馬評論家、レーシングジャーナリスト
- 鈴木勝義 - エッセイスト、コラムニスト
- 木村太郎 - ジャーナリスト
- 古森義久 - ジャーナリスト、論説委員
- 亀井淳 - ジャーナリスト
- 大伴昌司 - 編集者、SF研究家、映画評論家、翻訳家
- 河森正治 - メカニックデザイナー、アニメーション監督・演出家
- 原田則彦 - カーデザイナー・工業デザイナー
- 渡辺弘二 - ファッションデザイナー
- 藤山太一郎 - フジテレビジョンスポーツ局ゼネラルプロデューサー
- 正力源一郎 - ジャーナリスト、実業家、読売新聞グループ本社個人株主
- 宮島秀司 - 映画プロデューサー
- 竹中優介 - テレビプロデューサー
- 柴崎竜人 - 小説家、作曲家
- 松村太郎 - ITジャーナリスト
- 小澤孝太 - 起業家
- 奥山由之 - 写真家・映像作家
- 中村允俊 - コピーライター、脚本家
- 杉山央 - アートイベントプロデューサー
- 犬丸治 - 歌舞伎評論家
- 渡辺保 - 歌舞伎研究・批評家
- 中村萬壽 - 歌舞伎役者
- 中村時蔵 (6代目) - 歌舞伎役者
- 中村萬太郎 - 歌舞伎役者
- 上田昭夫 - 慶應義塾體育會蹴球部総監督、元ラグビー日本代表
- 都倉賢 - サッカー選手
- 戸張捷 - ゴルフトーナメントプロデューサー
- 五十嵐文男 - 元フィギュアスケート選手
- 坂井利彰 - 元テニス選手
- 佐藤翔馬 - 競泳選手
- 辻雄康 - ラグビー選手
- 古田京 - ラグビー選手
- 丹治辰碩 - ラグビー選手
- 細田隼都 - ラグビー選手
- 高木一成 - ラグビー選手
- 金澤徹 - ラグビー選手
- 平光清 - 元プロ野球審判員、野球解説者
- 鬼嶋一司 - 元アマチュア野球選手・指導者
- 森林貴彦 - 慶應義塾高等学校野球部監督、慶應義塾幼稚舎教諭
- 廣瀨隆太 - プロ野球選手
- 松倉信太郎 - キックボクサー
- 細田善彦 - 俳優
- 濱尾ノリタカ - 俳優、モデル

## 交通アクセス
- 東急東横線、東急目黒線、東急新横浜線、横浜市営地下鉄グリーンライン「日吉駅」から徒歩約5分（詳細はを参照）
- 生徒は、自動車、自転車の利用は不可。なお、自宅から最寄駅の間は家庭の判断に任せられる。
- 登校は基本8時から9時の間。